# 藤原丈嗣
藤原 丈嗣（ふじわら たけし、1984年3月5日 - ）は、日本の元ラグビー選手。

## プロフィール
- 岡山県出身[1]。
- ポジションはウィング(WTB)。
- 身長 187cm、体重 98kg
- ニックネームはたけし[2]。
- 学生日本代表に選ばれたことがある[3]。
- 7人制日本代表に選ばれたことがある[4]。

## 来歴
高校からラグビーを始めた。
2002年、関西高校卒業後、日本大学に入る。
2006年、日本大学卒業後、サントリーサンゴリアスに加入。同年9月3日に行われたジャパンラグビートップリーグ第1節の神戸製鋼コベルコスティーラーズ戦に先発出場で公式戦初出場を果たす。
2010年、現役を引退した。